# Black Bart (filme)
Black Bart é um filme de faroeste estadunidense dirigido por George Sherman e estrelado por Yvonne De Carlo, Dan Duryea. Foi lançado em lançado em 3 de março de 1948 pela Universal-International.

## Elenco
- Yvonne De Carlo como Lola Montez
- Dan Duryea como Charles E. Boles, também conhecido como Black Bart
- Jeffrey Lynn como Lance Hardeen
- Percy Kilbride como Jersey Brady
- Lloyd Gough como Xerife Gordon
- Frank Lovejoy como Mark Lorimer
- John McIntire como Clark
- Don Beddoe como JT Hall
- Ray Walker como MacFarland